# Baarmoeder

Baarmoederarteriële vasculatuur, met rechts spiraalvormige slagaders. Verder myometrium en endometrium (baarmoederslijmvlies).

De baarmoeder of uterus is het vrouwelijke orgaan voor de voortplanting van de meeste zoogdieren, waaronder ook de mens.
De belangrijkste functie van de baarmoeder is om een bevrucht embryo te laten innestelen. Het embryo groeit in de baarmoeder uit tot foetus en blijft er tot de geboorte van de baby of het jong.

## Anatomie
De menselijke baarmoeder bestaat uit twee onderdelen:
- het lichaam van de baarmoeder (corpus uteri): het grootste deel van de baarmoeder, hierin vindt innesteling van het embryo plaats. Hieraan zitten de eileiders vast.
- de baarmoederhals (cervix uteri, of ook wel verkort tot cervix) met de in de vagina zichtbare en voelbare baarmoedermond (de portio): dit is de verbinding met de vagina.

De portio is bekleed met plaveiselepitheel, het endocervicale kanaal met slijmproducerend cilinderepitheel.
De vorm van de baarmoeder is sterk afhankelijk van het organisme; bij de mens heeft de baarmoeder enigszins de vorm van een peer. Bij veel zoogdieren die meer dan 1 jong baren zijn er twee uterushoorns (cornua uteri), links en rechts, die ieder een of meer jongen kunnen herbergen. De baarmoeder heeft na de puberteit een omvang van 5-10 cm. Bij een vrouw in de vruchtbare leeftijd die nog nooit een kind heeft gehad is zij ongeveer zo groot als een mandarijn, na de eerste bevalling blijft zij altijd iets groter. Gedurende de zwangerschap nemen de omvang en het gewicht van de baarmoeder sterk toe, bij de mens tot ongeveer een kilogram (zonder de inhoud). Na de overgang ('menopauze') neemt de omvang van de baarmoeder weer iets af.
De baarmoeder zit ver weggestopt in de onderbuik, in het kleine bekken net achter de blaas (2) en voor de endeldarm (13, rectum). De baarmoeder wordt op zijn plaats gehouden door een aantal banden (ligamenten), waarvan het ligamentum latum uteri (brede moederband) en het ligamentum rotundum uteri (ronde ligament) de belangrijkste zijn.
De baarmoederwand bestaat voor het grootste deel uit glad spierweefsel (het myometrium) dat tijdens een bevalling sterk samentrekt (weeën) om de baby uit te drijven. Ook bij niet zwangere vrouwen treden samentrekkingen van de baarmoeder op. De bloedvoorziening wordt verzorgd door twee baarmoederslagaders, de arteriae uterinae, een aan de linkerkant en een aan de rechterkant.

## Het endometrium

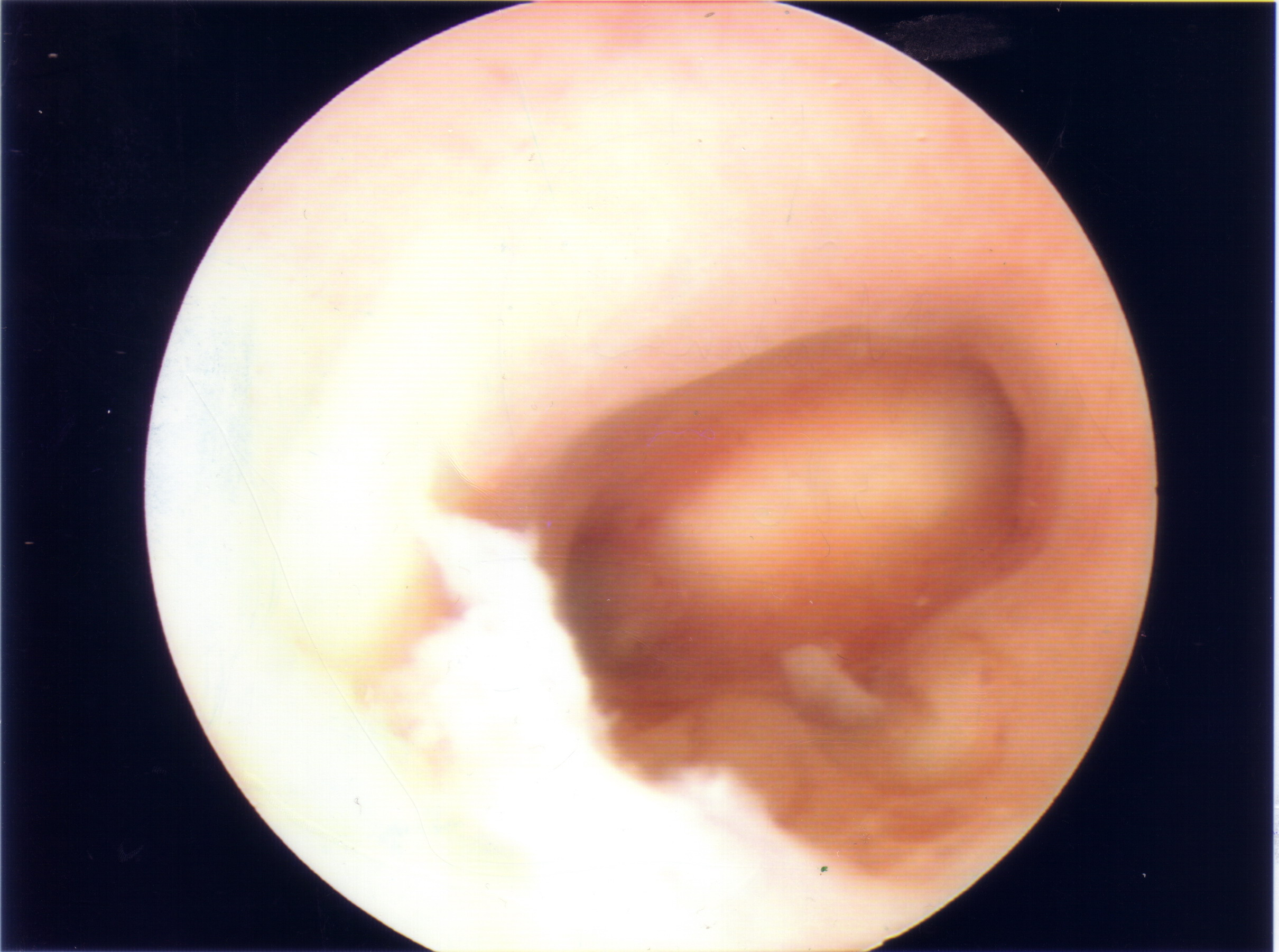
Binnenkant van de uterus met endometrium. Aan het einde van de baarmoederholte zijn aan beide kanten de opening van de eileider.

De binnenkant van de baarmoederholte is bekleed met endometrium of baarmoederslijmvlies. Het endometrium reageert sterk op de twee vrouwelijke hormonen, oestrogeen en progesteron. Onder invloed van oestrogeen wordt het dikker, onder invloed van progesteron ontstaan er meer slijmkliertjes (secretiefase). Valt daarna de progesteronconcentratie terug, dan kan het nu dikke en uitgerijpte endometrium niet meer intact blijven en treedt een menstruatie op. Bij de meeste zoogdieren inclusief de mens wordt het baarmoederslijmvlies regelmatig, als er geen zwangerschap optreedt, deels afgestoten waarbij bloedvaatjes kapotgaan en een bloeding, de menstruatie, wordt veroorzaakt. Bij de mens gebeurt dat eenmaal per menstruatiecyclus van ongeveer 25-35 dagen, maar bij verschillende diersoorten varieert de lengte van deze cyclus van een paar dagen tot een half jaar. Lang niet ieder zoogdier heeft een menstruatie met bloedverlies bij uitblijven van de bevruchting.
Het baarmoederslijmvlies bestaat uit twee lagen:
- basale laag (lamina basalis): deze is altijd aanwezig
- functionele laag (lamina functionalis): wordt afgestoten bij de menstruatie, en groeit weer aan vanuit de basale laag

## Baarmoederziekten en afwijkingen
Afwijkingen van het baarmoederslijmvlies (endometrium):
- ontsteking van het endometrium (endometritis)
- poliep
- hyperplasie
- baarmoederkanker

Afwijkingen van de baarmoederspierwand (myometrium):
- vleesboom (uterus myomatosus)
- kwaadaardige tumor (sarcoom)
- Trofoblastafwijkingen

Afwijkingen van de baarmoederhals:
- baarmoederhalskanker
- ectropion
- wratten
- cervixpoliep

Andere afwijkingen:
- endometriose: baarmoederslijmvlies buiten de baarmoederholte
- adenomyose: baarmoederslijmvlies in de spierwand van de baarmoeder
- uterus didelphys: aangeboren afwijking waarbij er twee baarmoeders aanwezig zijn

## Baarmoedertransplantatie
Het lukte gynaecologisch chirurg Mats Brännström in 2012 van de Universiteit van Göteborg om bij een aantal vrouwen een baarmoedertransplantatie uit te voeren. De patiënten, van wie sommigen baarmoederhalskanker hadden gehad en anderen zonder baarmoeder waren geboren, kregen de baarmoeder van hun moeder, hun tweelingzuster of een andere vrouw, in een enkel geval van een overleden donor.
De eerste baby uit een getransplanteerde baarmoeder werd in 2014 geboren en in korte tijd volgden er nog negen. Vaak ging het om vroeggeboorten, veroorzaakt door de noodzakelijke medicijnen tegen afstotingsverschijnselen.

## Onderzoek van de baarmoeder
De baarmoeder kan op verschillende manieren onderzocht worden:
- vaginaal toucheren en speculumonderzoek
- echoscopie
- hysteroscopie
- MRI-scan[6]
- kijkoperatie (laparoscopie)

## Baarmoeder en orgasme
Tijdens seksuele opwinding richt de baarmoeder van een vrouw zich op. Zij wordt naar boven getrokken waardoor ook de vagina wat langer wordt.
Als een vrouw een orgasme beleeft trekken de bekkenbodemspieren zich samen. Ook de baarmoederspier trekt zich samen. Sommige vrouwen voelen dit niet of nauwelijks, anderen vinden het een heel prettig gevoel. Na het orgasme kan het wel 5 tot 10 minuten duren voordat de baarmoeder weer haar normale positie heeft ingenomen.
alvleesklier · baarmoeder · bijnieren · bijschildklier · darmen · eierstokken · galblaas · hart · hersenen · huid · hypofyse · longen · lever · maag · milt · nier · prostaatklier · schildklier · teelballen · twaalfvingerige darm · urineblaas · wormvormig aanhangsel · zwezerik